# Атэми вадза

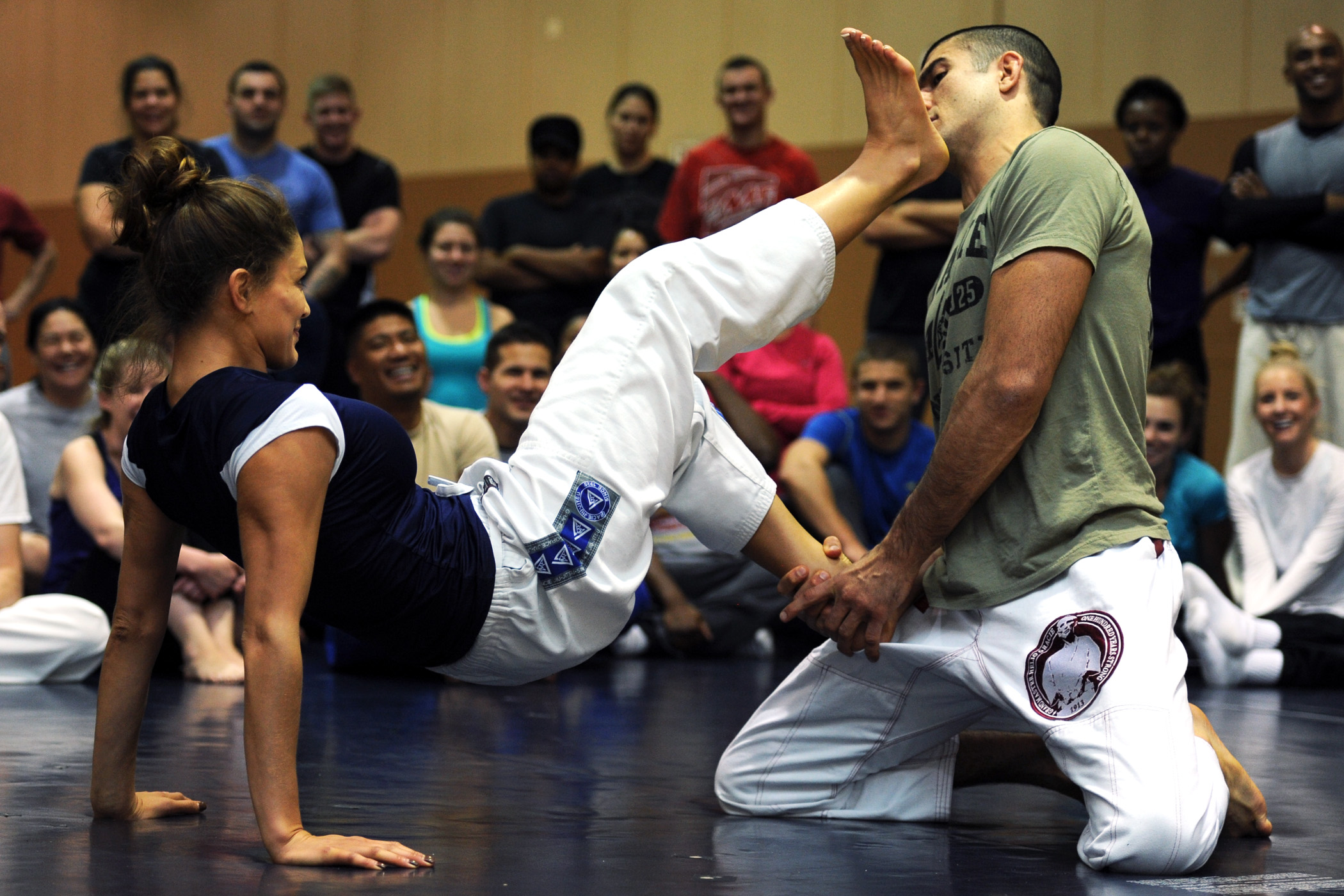
Демонстрация ударных техник ногами из положения полулёжа тренером и инструктором по БЖЖ

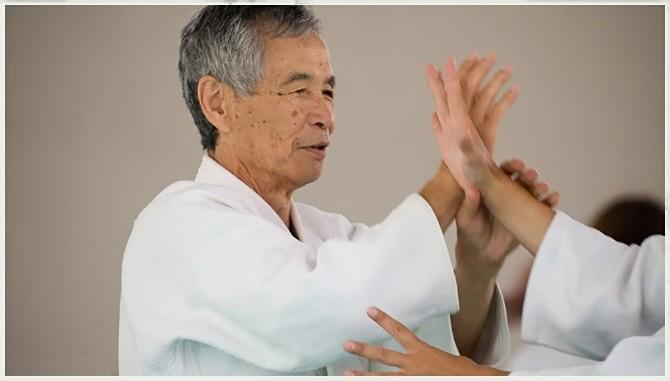
Сэнсэй Нобуёси Тамура демонстрирует разновидность атэми подставкой предплечья

Атэ́ми-вадза́ (яп. 当て身技 атэми: вадза, дословно — «ударная техника») — ударная техника японских боевых искусств, включая дзюдзюцу и производные от него стили боевых искусств, дзюдо, айкидо и др., включающая в себя комплексы ударов руками, ногами и головой, главным образом в стойке, но не только. Кроме привычных прямых ударов и ударов кулаком, присутствует большое разнообразие ударов наотмашь, рубящих, дуговых и тычковых ударов, наносящихся основанием ладони, ребром ладони, предплечьем, локтем, фалангами и кончиками пальцев руки, и т. д. Удары атэми могут применяться как самостоятельный приём для нейтрализации соперника и как отвлекающий приём для проведения другого технического действия (броска или захвата), а также как защитное действие для отбива удара соперника, отталкивания соперника и т. п. Локализация ударов включает в себя наиболее уязвимые органы и болевые точки человеческого тела, а именно: глаза, кадык, яремная ямка, солнечное сплетение, пах и другие чувствительные к ударам места.

## Применение
Как отмечает Сёдзи Нисио, броски, выполняемые как посредством техники дзюдо, так и айкидо, очень редко приводят к нейтрализации нападающего в ситуации реальной схватки вне додзё. Поэтому, практически в любом случае применения японских боевых искусств для самозащиты без оружия необходимо применение атэми. Применение атэми жизненно необходимо в ситуациях самозащиты от нескольких нападающих или от нападающих, вооружённых колюще-режущим оружием. Кроме того, атэми могут применяться в качестве превентивного или встречного удара, а также для отбива удара соперника, для отвлечения внимания и выведения соперника из равновесия. Техника выполнения предусматривает не просто нанесение ударов, но нанесение их таким образом, чтобы одновременно сместиться с линии атаки и обезопасить себя от возможных последующих действий нападающего, в частности, провести удар и не дать схватить свою руку или ногу. Успех выполнения атэми Сёдзи Нисио возлагает на субъективные факторы, а именно: Применение атэми предполагает ментальную установку выполняющего на то, что «он уже победил соперника» до того, как тот даже успел замахнуться. Исходя из этого, ни в коем случае не следует прибегать к атэми как ответной мере, но как к опережающей мере. Непосредственные задачи применения атэми по  Сёдзи Нисио, зависят от философских постулатов и нравственных установок конкретного боевого искусства, так например, в айкидо, в отличие от дзюдо и других будо (современных боевых искусств), атэми применяются, в первую очередь, чтобы, во-первых, обезвредить ударный орган соперника, то есть бьющую руку или ногу, во-вторых, сразу же сбить или свалить соперника с ног, по возможности не нанося ему при этом опасных для жизни травм. Постижение атэми вадза и совершенствование мастерства в ней не может носить рефлексивный характер, то есть механическая отработка техники нанесения ударов самой по себе, вне контекста подготовки к реальной схватке, безрезультатно и даже вредно без рассмотрения потенциальных действий соперника и изучения техники нанесения ударов отталкиваясь от возможных вариантов развития ситуации. Разумеется, в соревновательных (спортивных) разновидностях перечисленных боевых искусств, указанные техники входят в категорию запрещённых приёмов, но продолжают изучаться для самозащиты и ограниченно практиковаться в защитной экипировке в форме ката, кумите или рандори.

## Разновидности
В зависимости от ударного органа различают следующие разновидности атэми:
- Аси-атэ вадза: удары ногами
- Удэ-атэ вадза: удары руками
- Атама-атэ вадза: удары головой